# 谭家玲
谭家玲（1966年2月—），女，汉族，重庆九龙坡人，中华人民共和国政治人物，曾任重庆市人民政府副市长，重庆市政协副主席，中共十七大、十八大代表。